# Репетур, Борис Аронович
Бори́с Аро́нович Репету́р (род. 29 июля 1958, Москва) — российский актёр озвучивания, театра и кино, телеведущий, диктор. Творческий псевдоним — Бонус (англ. Bonus).

## Биография
Борис Репетур родился в Москве. Мать работала в школе учительницей начальных классов, отец — бухгалтером. По окончании школы некоторое время учился в музыкальном училище имени Ипполитова-Иванова по классу альта и Джазовой студии по классу ударных. До начала актёрской карьеры работал в отделе технического контроля на опытном заводе Всесоюзного Электротехнического Института, ударником на танцах в Доме Культуры Внуковского завода огнеупорных изделий, а также пожарным в драматическом театре имени К. С. Станиславского.
С начала 1990-х годов является «закадровым голосом» многих российских телевизионных программ и рекламных роликов. За свою карьеру озвучил около 1000 рекламных роликов. Участвовал в радиоспектаклях.
С 1994 года вёл телепрограмму об астрологии «Звёзды говорят» на «РТР». На «REN-TV» вёл телешоу «Гонки на выживание».
В 1997 году озвучивал и режиссировал программу «На ночь глядя», которая выходила на «РТР» несколько месяцев. С 2000 по 2005 год озвучивал за кадром передачу «Вокруг света» на телеканале «Россия», где его коллега Антон Зайцев был ведущим, а также рекламу одноимённого журнала с 2001 по 2010 год. Затем в разное время являлся диктором программ «Интернет-кафе» на «ТВЦ», «Галилео» на СТС, «Военное дело» и «Смотр» на «НТВ», «Телепорт» на «MTV Россия», телеигры «Сокровище нации» на «Первом канале».
В 1995—1998 годах совместно с Зайцевым вёл телепередачу о компьютерных играх «От винта!». Она выходила сначала на «РТР», затем на «НТВ». Эта передача принесла наибольшую популярность актёру и получила несколько продолжений: в конце 2007 года на канале «MTV Россия» в передаче «Виртуалити» была запущена рубрика «Былое и DOOMы», в которой Репетур совместно с Антоном Зайцевым рассказывали о старых компьютерных играх. С января 2008 года они были ведущими «Иконы видеоигр» на «MTV Россия», а с марта 2008 года вели обновленную версию «От винта!» — передачу «Без винта» на «Gameland TV». В 2014 году производство «От винта!» было продолжено; новая передача выходила в рамках рубрики в программе «Навигатор цифрового мира» (до 20 августа 2018 года — «Навигатор игрового мира») одноимённого журнала.
Также с августа 2006 года принимает участие в озвучивании видеороликов для издания «Игромания». В 2013 году Бориса Репетура и Антона Зайцева пригласили на проект портала GamePilot «ProИгры», выпускавшийся до апреля 2014 года.
Озвучивает компьютерные игры. Стал «голосом» Шерлока Холмса в нескольких играх («Секрет Ктулху», «Шерлок Холмс против Арсена Люпена», «Шерлок Холмс против Джека Потрошителя») компании Frogwares (в одном из интервью Б. Репетур сообщил, что является приверженцем советской серии фильмов о Шерлоке). Участвовал в озвучивании Mafia: The City of Lost Heaven (где озвучил Луку Бертоне и Сэма) и Mafia II (Лука Гурино и Бруно Левин) в локализации «1С», став одним из немногих актёров, работавших над обеими частями. Озвучил диджея Тридогнайта в Fallout 3.
Вместе с Антоном Зайцевым включён в «Зал Славы видеоигровой индустрии России».

## Личная жизнь
Супруга — Елена Вячеславовна Репетур (Клименко), иллюстратор, мультипликатор, преподаватель анимации, режиссёр. Выпускница ВГИК им. С. А. Герасимова. Является членом Московского Союза Художников. Участник различных российских выставок. Занимается с детьми иллюстрацией.
Сын Давид (родился 2 марта 2015 года).
Дед — Берл Репетур.

## Работы актёра

### Роли в театре

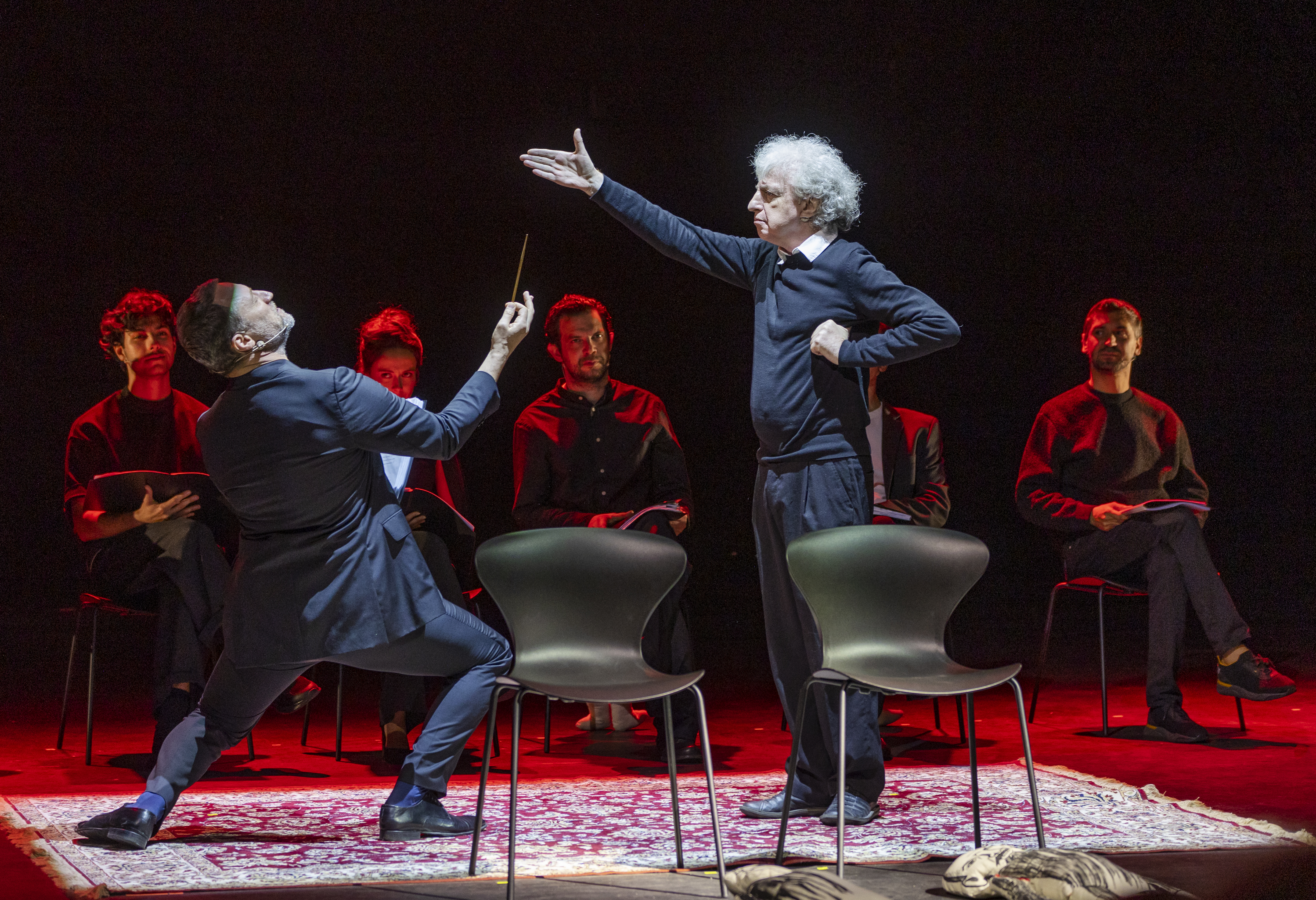
Борис Репетур и Анатолий Белый в постановке Артура Соломонова «Как мы хоронили Иосифа Виссарионовича»

- 1985 — Ной и его сыновья (драмтеатр имени Станиславского)
- 1986 — Здесь живут люди (труппа А. Пономарёва)
- 1987 — Настоящее (труппа А. Пономарёва)
- 1988 — Николай Гоголь. Нос (Чет-Нечет-театр)[16]
- 1989 — Сны Евгении (реж. Ланской, театр Станиславского)
- 1992 — Елизавета Бам (Чет-Нечет-театр)
- 1992 — Дон Жуан (Чет-Нечет-театр)
- 1992 — Кругом возможно Бог (Чет-Нечет-театр)
- 1993 — Зангези (Чет-Нечет-театр)
- 2001 — Альцест (реж. Клим, группа Практика)[17]
- 2002—2004 гг. — Театральный центр СТД РФ на Страстном; драматический театр «Титаник-92» (театр Евгения Гришковца) — Антуан[18]
- 2005 — Кандинских — два! — Господин S[19]
- 2012 — Мгновения Клима. Реконструкция блуждающего театра[20][21]
- 2023 — «Как мы хоронили Иосифа Виссарионовича» Артура Соломонова; реж. Юваль Илин (Ennis Auditorium, Тель-Авив) — Владимир Ленин[22]

### Фильмография
- 1987 — Жил-был Шишлов — коммунист Гольдман, член отряда борьбы за светлый быт
- 1990 — Закат — счетовод Иосиф Мугинштейн
- 1991 — Детство Тёмы — еврей с книгой «Капитал» Карла Маркса
- 1991 — Австрийское поле
- 1992 — Сотворение Адама
- 1992 — Ноев ковчег — еврей
- 1993 — Благотворительный бал — постоялец отеля
- 1993 — Я — Иван, ты — Абрам
- 1994 — Джонатан — друг медведей — буровой инженер Грин
- 2002 — Ледниковый период — адвокат Асмоловский (3 серия)
- 2003 — Повелитель эфира — прохожий с собакой
- 2007 — Понять. Простить
- 2015 — Граница времени — историк-аналитик Владислав Николаевич Арбузов (1, 4-6, 12 серии)
- 2018 — Фитнес — Борис Ефимович, врач (12 серия)
- 2019 — ИП Пирогова — отец невесты Иван (2 серия)
- 2023 — Кибердеревня. Новый год — Ведущий прогноза погоды

### Дубляж и закадровое озвучивание

#### Фильмы
- 2000 — Реквием по мечте — доктор Пилл, надсмотрщик в тюрьме[4]
- 2001 — Джей и Молчаливый Боб наносят ответный удар — несколько эпизодических персонажей[4]
- 2001 — Пароль «Рыба-меч» — два второстепенных персонажа: служащий охраны аэропорта и один из террористов[4]
- 2002 — 8 миля — Пол[4]
- 2003 — Ограбление по-итальянски — один из детективов, охранник[4]
- 2003 — Невезучие — Жамбье[4]
- 2004 — 13 район — Таха[4]
- 2005 — Чарли и шоколадная фабрика — мистер Тиви[4][23]
- 2013 — Элизиум — рай не на Земле — представитель Пенни[4]
- 2024-2025 — Игра в кальмара — Им Чон Дэ, игрок № 100[источник не указан 32 дня]

#### Компьютерные игры
- 1998 — Fallout 2 — Майрон[24]
- 2000 — Pro Rally 2001 — штурман[25]
- 2002 — Mafia: The City of Lost Heaven — Лука Бертоне, Сэм[источник не указан 32 дня]
- 2003 — Двенадцать стульев — Рассказчик[26]
- 2003  -- Call of Duty [27]
- 2004 — Принц династии Кин — Чжао Гао[1]
- 2005 — Stubbs the Zombie in Rebel Without a Pulse — Мастерс, Ремонтобот, Санни Скегнесс[1]
- 2006 — Star Wars: Empire at War — Адмирал Пиетт[1]
- 2006 — Dark Messiah of Might and Magic — Учитель Фенриг[источник не указан 32 дня]
- 2007 — Kane & Lynch: Dead Men — Линч[2]
- 2007 — Sherlock Holmes: The Awakened — Шерлок Холмс[28]
- 2007 — Sherlock Holmes versus Arsène Lupin — Шерлок Холмс[29]
- 2008 — Тургор — Червь, Триумфатор, Надзиратель, Цвета[1]
- 2008 — The Lost Cases of Sherlock Holmes («Шерлок Холмс. Неизвестные истории») — Шерлок Холмс[30]
- 2008 — Fallout 3 — DJ Тридогнайт, Мистер Берк, Азрухал[1]
- 2009 — Sherlock Holmes versus Jack the Ripper — Шерлок Холмс[31]
- 2010 — Kane & Lynch 2: Dog Days — Линч[2]
- 2021 — League of Legends — Падший Король Виего[2]
- 2015 — Uncharted: Drake’s Fortune — Габриэль Роман (в составе Uncharted: The Nathan Drake Collection)[32]
- 2020 — Зайчик (Tiny Bunny) — Лейтенант Тихонов[33]
- 2023 — Кужлёвка — Иосиф Сталин[34]

### Озвучивание мультфильмов
- 2006 — Особенный
- 2008 — Самый страшный зверь
- 2009 — Пословицы и поговорки
- 2012 — Тайна Диона
- 2013 — Аурум — Мужик
- 2017 — Герои Энвелла — Баквит
- 2018 — Сказочный патруль — Водяной
- 2019 — Герои Энвелла: Выйти из игры — Баквит
- 2019 — Лео и Тиг — один из казуаров, косатка, Таонго
- 2021 — Предпоследний герой — Кабан
- 2024 — Формула воды — Темпо

### Озвучивание
- 2010 — Водяной (реж. Александр Глаголев)[35] — рассказчик
- 2011 — Реальная сказка — Кощей Бессмертный (в роли Кощея — Леонид Ярмольник)[36]
- 2012 — Шоу цирка братьев Запашных "К.У.К.Л.А" (Мистер Пламбершпецкель)

#### Телепередачи и документальные фильмы
- 1991 — озвучивание около 1000 рекламных роликов для ТВ (с 1991 года)
- 1997 — «На ночь глядя» («РТР») — закадровый голос, режиссёр[37]
- «Утренний экспресс» («РТР») — режиссёр[37]
- 1998—2001 — Интернет-кафе («ТВ Центр»)
- 1999 — Джентльмен-шоу — озвучивание речи Пьера Ришара в новогоднем выпуске («ОРТ»)
- 2000—2005 — Вокруг света («РТР», телеканал «Россия»)
- 2003—2005 — Военное дело («НТВ»)
- 2004 — документальный фильм «Секты» из цикла «Совершенно секретно. Информация к размышлению» («НТВ»)
- 2004 — документальный фильм Елены Масюк «Конвейер смерти» (телеканал «Россия»)
- 2005 — документальный фильм «Семеро смертников» из цикла «Совершенно секретно. Информация к размышлению» («НТВ»)
- 2005 — Секрет успеха (телеканал «Россия»)
- 2006 — н.в. — Смотр («НТВ»)
- 2006—2007 — Няня спешит на помощь («ТНТ»)
- 2006—2018 — «Видеомания», видеоприложение к журналу «Игромания» и передача «Видеомания Daily»
- 2007—2015 — Галилео («СТС»)[38]
- 2007 — телеканал «Совершенно секретно» — озвучивание роликов
- 2007 — документальный фильм «Книжный кризис» («Совершенно секретно»)
- 2007 — документальный фильм «Ататюрк. Стратегия жизни» («Петербург — Пятый канал»)
- 2007 — документальный фильм «Фома. Поцелуй через стекло» («Культура»)
- 2008 — документальный фильм «Аугусто Пиночет» («Петербург — Пятый канал»)
- 2008 — документальный фильм «Эрих Хонеккер. Слуга социализма» («Петербург — Пятый канал»)
- 2008 — документальный фильм «Иностранцы в России» («Совершенно секретно»)
- 2008 — документальный фильм «Цена успеха Леонида Филатова» («Первый канал»)
- 2009 — Фабрика мысли («ТВ Центр»)
- 2009 — Телепорт («MTV Россия»)
- 2009 — Сокровище нации («Первый канал»)
- 2009—2010 — Поступок с Вячеславом Разбегаевым («ДТВ»)
- 2009 — документальный фильм «Светлана Светличная. Невиноватая я» («ТВ Центр»)
- 2009 — документальный фильм «Михаил Кононов. Начальник Бутырки» («ТВ Центр»)
- 2009 — документальный фильм «Космический глаз» («Петербург — Пятый канал»)
- 2009—2013 — Канобувости (видеоподкаст «Канобу.ру»)
- 2010 — Герои экрана («Муз-ТВ»)
- 2010 — В зоне особого риска («НТВ»)
- 2010 — документальный фильм «Иосип Броз Тито. Последний король Балкан» («Петербург — Пятый канал»)
- 2010 — документальный фильм «Чаушеску. Суд после смерти» («Петербург — Пятый канал»)
- 2011 — Фактор А («Россия-1»)
- 2011 — документальный фильм «Чума и мир» («Совершенно секретно»)
- 2011—2012 — документальный цикл «Великий обман» («ТВ-3»)
- 2012 — документальный фильм «Трудно быть русским» («Совершенно секретно»)
- 2012—2019 — документальный сериал «Завтра не умрёт никогда» («Россия-Культура»)[39]
- 2013 — документальный сериал «Голландские берега. Умная архитектура» («Россия-Культура»)
- 2013 — документальный сериал «Большая наука. Великое в малом» (ОТР)
- 2013 — «Распахнуть окно. К 100-летию Георгия Костаки» («Россия-Культура»)
- 2013 — «Конструктивисты. Опыты для будущего. Родченко» («Россия-Культура»)
- 2013 — документальный фильм «Захват Азии» («Совершенно секретно»)
- 2014 — документальный фильм «Кружево соблазна» («Первый канал»)
- 2015 — документальный фильм «Другой атом» («Россия-1»)
- 2016 — документальный фильм «Природа наносит ответный удар» («Россия-Культура»)
- 2017 — «Альберт Эйнштейн и Маргарита Коненкова» (цикл «Больше, чем любовь», «Россия-Культура»)
- 2021—2022 — документальный цикл «Тайна песни»: фильмы «Смуглянка», «А снег идёт…» и «Пять минут» («ТВ Центр»)
- 2022 — документальный фильм «Закулисные войны. Юмористы» («ТВ Центр»)

#### Радиопередачи
- с 2009 — «История нашего края» (интересные факты о Приморском крае) («Владивосток FM»)

#### Аудиокниги
- 2011 — В мире науки и фантастики. В мире фантастики (авторы Азимов Айзек, Уэллс Герберт Джордж)[40]
- 2013 — Ингвар Амбьернсен. «Самсон и Роберто. Неожиданное наследство»
- 2013 — Ингвар Амбьернсен. «Самсон и Роберто. Крутые ребята»
- 2013 — Ингвар Амбьернсен. «Самсон и Роберто. Секрет патера Пьетро»
- 2013 — Ингвар Амбьернсен. «Самсон и Роберто. Капитан Неро»
- 2013—2015 — Вячеслав Вышегородский. Внутренние тени (аудиоспектакль) — Лорд-секретарь Иоганн Ниман
- 2018 — Ульф Старк. «Беглецы»
- 1С:Аудиокниги. Хрестоматия по литературе. 1 класс[41]
- Апулей. «Золотой осёл»
- Анетта Пент, Ютта Бауэр. «Ворчебрюзг»
- Илья Ильф, Евгений Петров. «Золотой теленок»
- Мег Розофф. «Славный пёс Мактавиш»
- Мег Розофф. «Мактавиш вырывается на волю»
- Мег Розофф. «Мактавиш и пряники»

## Ведущий телепередач и интернет-шоу
- 1994 — «Абракадабра»[42] («РТР»)
- 1994 — «Звёзды говорят» («РТР»)
- 2000 — «Гонки на выживание» («REN-TV»)
- 2011—2012 — «Красная плёнка» (YouTube), совместно с Александром Глаголевым
- 2013—2015 — «Сделаны в СССР» (интернет-телеканал «Cyber-Game.tv»), совместно с Александром Глаголевым

### О компьютерных играх
- 1995—1998 — «От винта!» (телеканалы «РТР» и «НТВ»)
- 2007 — Былое и DOOMы (рубрика в «Виртуалити») (телеканал «MTV Россия»)
- 2008 — «Без винта» (телеканал «Gameland TV»)
- 2008—2009 — Икона видеоигр (телеканал «MTV Россия»)
- 2010 — «Аватары» (интернет-портал «Games-TV»)
- 2010—2014 — «Канобувости» (программа на YouTube-канале сайта «Канобу»)
- 2013—2014 — «ProИгры» (интернет-портал «Game Pilot»)
- 2013 — «Иновости недели», рубрика «Электронный календарь» (интернет-телеканал «Cyber-Game.tv»)
- 2014 — «Level Up» («2х2») — 10 выпуск, совместно с Антоном Зайцевым
- 2014—2022 — «От винта» (рубрика в программе «Навигатор цифрового мира»)
- с 2016 — «Новости игрового мира („Плохие новости“)» (YouTube-канал «Навигатор игрового мира»)
- 2020—2021 — «Итоги недели» (YouTube-канал «Игромания»)
- с 2021 — «Хорошие игры» (YouTube-канал «Навигатор игрового мира», позже Boosty-канал)[43]
- с 2021 — «Полигон» (YouTube-канал «War Thunder. Официальный канал»)[44]
- с 2023 — «Вот винтаж!» (Boosty-канал «Навигатор игрового мира»)[45]

## Участие в телепередачах и интернет-шоу
- 2014 — «Вспомнить всё». Тема — «Игрушки из детства» («Москва Доверие»)[46]
- 2018 — «Герой дня», выпуск 007 про «Ace Ventura» (студия «Пазл»)[47]
- 2019 — «12 злобных зрителей» (MTV Россия)
- 2020 — «Рождённые в СССР» («Ностальгия»)
- 2020 — «От Винта спустя 25 лет: Борис Репетур и Антон Зайцев» (YouTube-канал «КипнисОвщина. Исходники»)[48]
- 2021 — «Реакция на провинциальную рекламу ее авторов: Репетур, Амлинский. Шедевры Печорской рекламы» (YouTube-канал «Здесь настоящие люди»)[49]
- 2023 — «Игрофон. От винта!» (YouTube-канал «Студия Пазл»)[50]
- 2024 — «Мирные огоньки-2025»[51]

## Клипы
Снялся в клипе Александра Пушного «ЛаЛаЛа».